# Erts

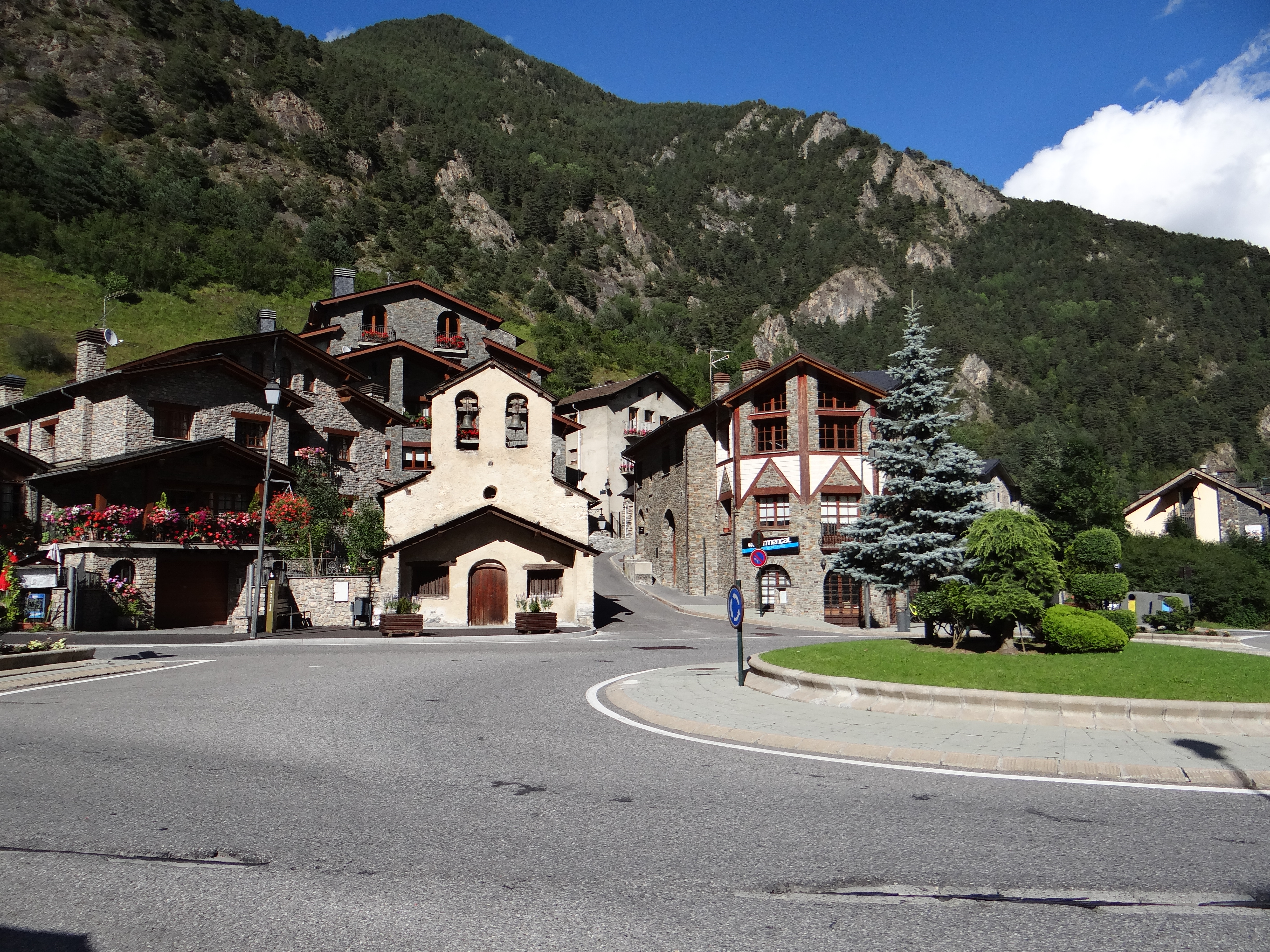
Zentrum mit Blick zur Església de Sant Romà d'Erts

Erts ist eine Kleinstadt im Fürstentum Andorra, sie gehört zum Kirchspiel von La Massana. 2024 hatte der Ort 630 Einwohner. Erts liegt auf einer Höhe von 1340 Metern über dem Meeresspiegel an der Carretera general 5. Im Ortsgebiet mündet der Fluss Riu Pollós in den Riu d'Arinsa.

## Sehenswertes
Die katholische Kirche Església de Sant Romà d'Erts im Zentrum der Stadt verfügt über einen Glockenturm mit zwei Öffnungen, sie wurde im späten 18. Jahrhundert erbaut. Die Nordwand der Apsis und Teile des Kirchenschiffes beinhalten Überreste der alten romanischen Kirche, die früher an diesem Ort stand. Das Altarbild auf zwei Ebenen sowie die Predella sind Gemälde unbekannter Meister aus der Barockzeit, die an das Martyrium des Sant Romà erinnern. Die Kirche ist im Verzeichnis der denkmalgeschützten Objekte in Andorra unter der Nº 57 eingetragen.